# Rouleau illustré du roman de Sumiyoshi
Le Rouleau illustré du roman de Sumiyoshi (住吉物語絵巻, Sumiyoshi monogatari emaki) est un emaki datant de l’époque de Kamakura. Il illustre le Sumiyoshi monogatari, un roman du Xe siècle qui narre les mésaventures d'une jeune fille maltraitée par sa belle-mère et sa romance avec un soldat de haut rang. L’œuvre classée bien culturel important est conservée au musée national de Tokyo, mais quatre fragments en ont été détachés au XIXe siècle.

## Contexte

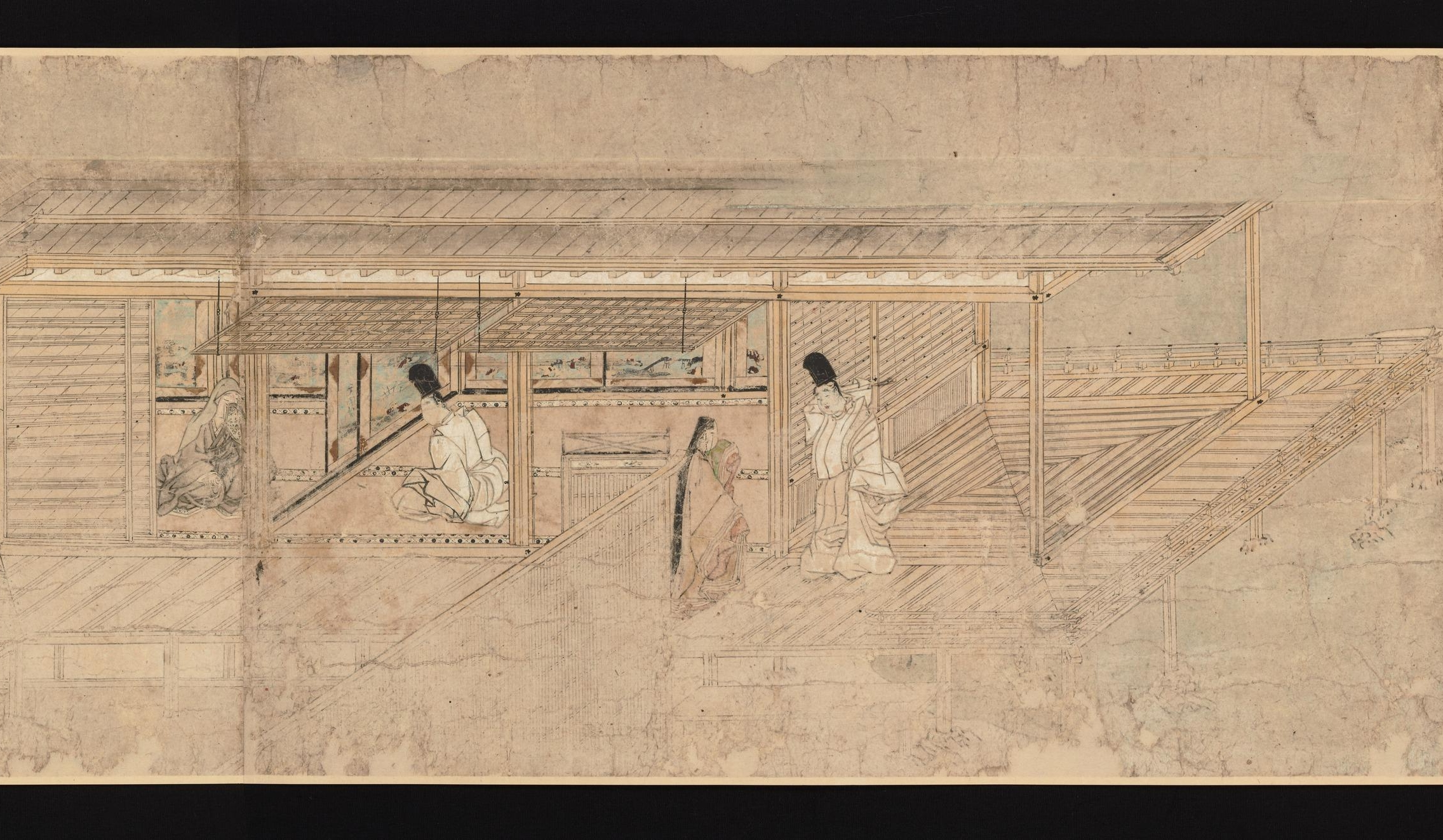
Le capitaine s’enquiert de sa bien-aimée auprès d'une servante, puis d’une nonne.

Apparu au Japon vers le VIe siècle ou VIIe siècle grâce aux échanges avec l’Empire chinois, l’art de l’emaki se diffusa largement auprès de l’aristocratie à l’époque de Heian. Un emaki se compose d’un ou plusieurs longs rouleaux de papier narrant une histoire au moyen de textes et de peintures de style yamato-e. Le lecteur découvre le récit en déroulant progressivement les rouleaux avec une main tout en le ré-enroulant avec l’autre main, de droite à gauche (selon le sens d’écriture du japonais), de sorte que seule une portion de texte ou d’image d’une soixantaine de centimètres est visible. La narration suppose un enchaînement de scènes dont le rythme, la composition et les transitions relèvent entièrement de la sensibilité et de la technique de l’artiste. Les thèmes des récits étaient très variés : illustrations de romans, de chroniques historiques, de textes religieux, de biographies de personnages célèbres, d’anecdotes humoristiques ou fantastiques…
Les illustrations de romans, contes ou journaux sont appréciées par les dames de la cour dès l’époque de Heian, dont il reste des emaki fameux comme les Rouleaux illustrés du Dit du Genji ou le Roman enluminé de Nezame. Durant l’époque de Kamakura (1185-1333), l’intérêt pour la culture raffinée des aristocrates de l’époque de Heian perdure avec la production d’emaki sur la vie à la cour comme les Rouleaux enluminés du journal intime de Murasaki Shikibu, les Contes enluminés d’Ise, le Rouleau enluminé des Notes de chevets et le Rouleau illustré du roman de Sumiyoshi,,.

## Description de l'œuvre originale

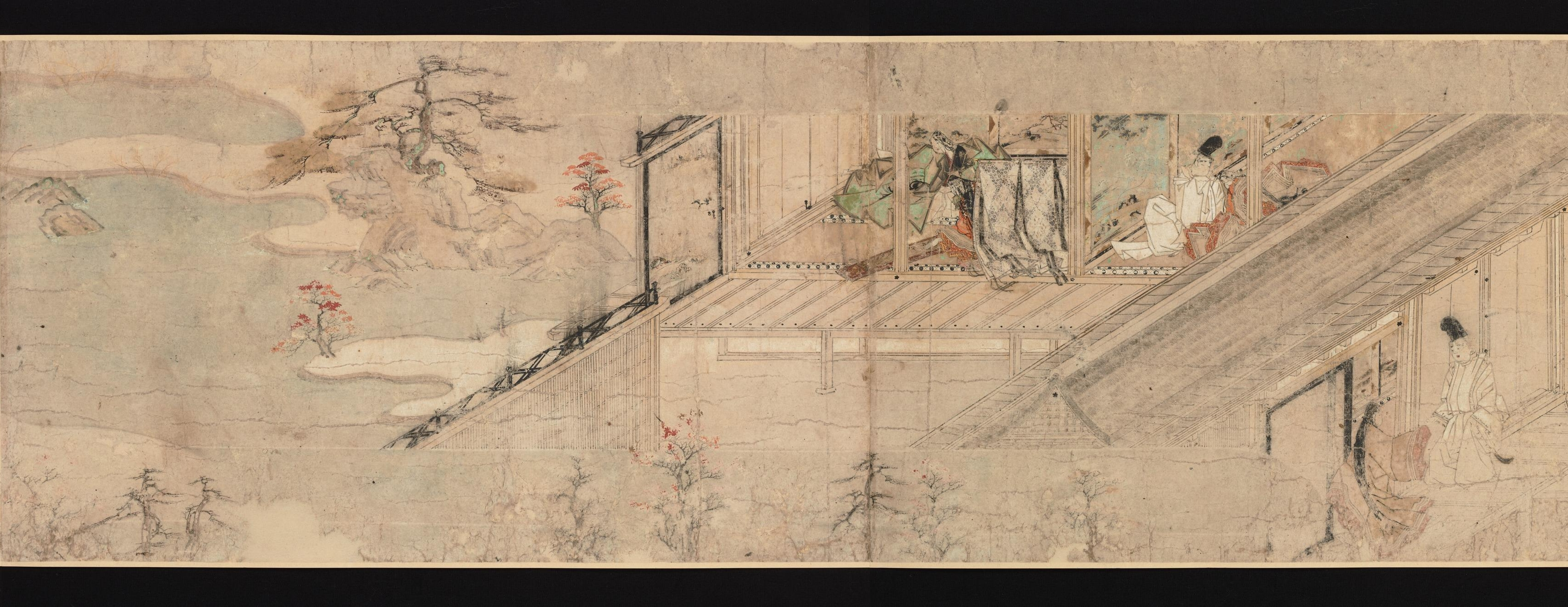
Les deux tourtereaux sont enfin réunis.

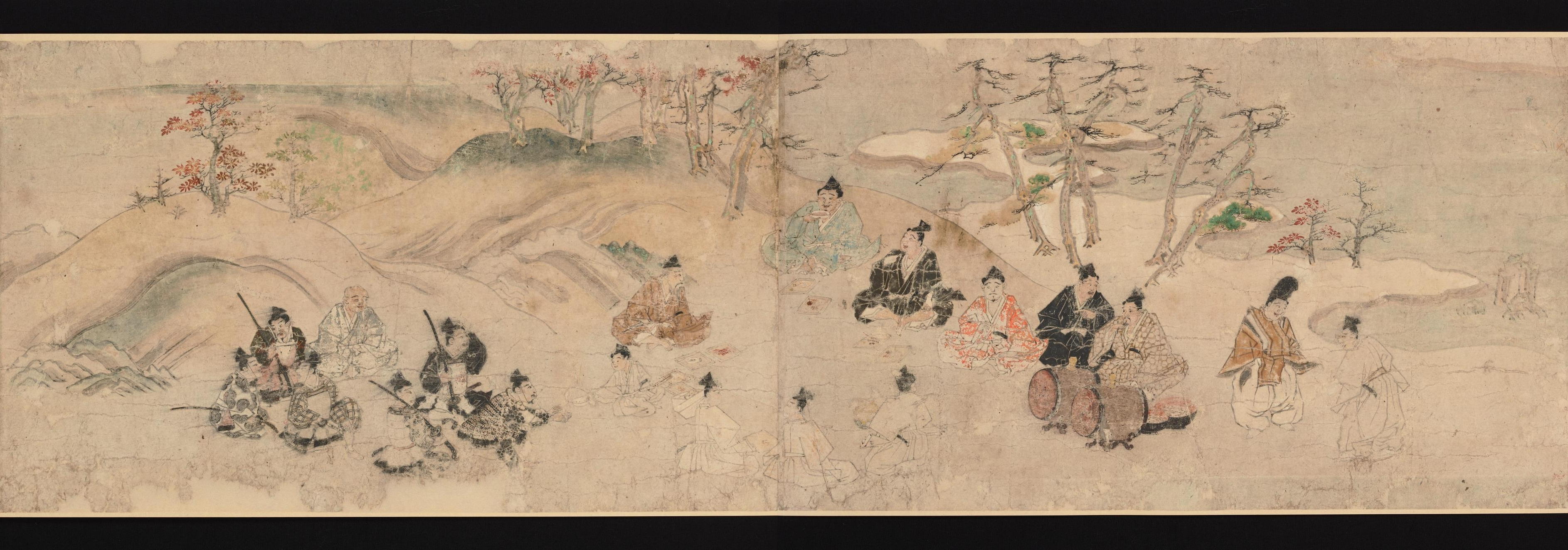
Célébration du mariage.

Le plus ancien emaki illustrant le Roman de Sumiyoshi conservé date de la fin du XIIIe siècle ou début du XIVe siècle, même si des illustrations plus anciennes ont dû exister par le passé,. Il se présente de nos jours sous la forme d’un rouleau de papier de 30,3 × 304,1 cm composé d’une seule longue peinture, sans texte. Quatre fragments en ont été détachés à une date inconnue, mais ultérieure à 1848, puis remontés sous la forme de kakemono (rouleau vertical). Le musée national de Tokyo possède le rouleau horizontal ainsi qu’un des fragments. Un autre fragment est détenu par le Metropolitan Museum of Art (depuis 2015), le reste appartenant à des particuliers,,. Il ne reste également qu’un seul fragment du texte original, avec seulement trois lignes.
Peu de choses sont connues sur l’auteur, traditionnellement identifié comme Tosa Nagataka, ni sur l’historique de l’emaki, qui devait originellement posséder plus de rouleaux, car les fragments subsistants ne couvrent que la fin de l’histoire. En 1848, date à laquelle Sumiyoshi Sadanobu fait une copie de l’œuvre (conservée dans une collection privée), il ne reste déjà plus qu’un seul rouleau, qui a donc été séparé ultérieurement en plusieurs fragments, forme sous laquelle l’emaki existe de nos jours.
L’emaki illustre le Sumiyoshi monogatari, un célèbre roman du Xe siècle dans lequel une jeune femme s’enfuit de la maison pour échapper aux mauvais traitements de sa belle-mère. Elle tombe amoureuse d'un capitaine et se fait engager. Sa belle-mère cependant contraint le capitaine à épouser sa fille à elle et empêche la fille du chancelier de servir au palais et d’épouser un garde du guet. Quand la fille découvre la vérité, elle s’enfuit au sanctuaire de Sumiyoshi. Le capitaine est emmené au sanctuaire par un rêve mystique avec l’aide de Kannon, où ils se marient et vivent heureux. Le roman date du Xe siècle à l’époque de Heian, mais le texte original n’est connu que par une copie du XIIe siècle,.
Ce Rouleau illustré du roman de Sumiyoshi a été réalisé dans le style de peinture yamato-e. Bien qu’il appartienne au genre des illustrations de romans de la cour (monogatari-e), il présente un style pictural relativement différent des œuvres sur ce thème tels les Rouleaux illustrés du Dit du Genji. En effet, le rouleau décrit le récit sous la forme d’une longue peinture dans laquelle plusieurs scènes se succèdent sans transition claire et sans interruption textuelle, une approche rarement utilisée pour les monogatari-e. Ce procédé vise ici à refléter l’évolution du temps, si bien que certains personnages apparaissent plusieurs fois dans une même scène pour illustrer des phases successives du récit. De plus, pour représenter les scènes d’intérieur, le peintre n’a pas utilisé la technique classique du fukinuki yatai, consistant à supprimer le toit pour montrer les pièces d’un bâtiment avec un point de vue en hauteur ; au contraire, il adopte un point de vue plus bas et présente les intérieurs via des ouvertures comme les fenêtres, portes ou panneaux coulissants. Le Rouleau illustré du roman de Sumiyoshi témoigne donc des évolutions des peintures de la cour durant l’époque de Kamakura, les peintres s’écartant volontiers des anciennes conventions exhibées tout particulièrement dans les Rouleaux illustrés du Dit du Genji (le plus ancien emaki de la cour conservé).

## Autres versions
- Le musée d'art Seikadō Bunko possède un emaki du XIVe siècle illustrant le Sumiyoshi monogatari et composé en deux rouleaux de papier peints et calligraphiés[7],[6].
- Le musée national de Kyoto possède une version en trois rouleaux de l’époque d'Edo[11].